# William Lewis Manly
William Lewis Manly (St. Albans, 6 aprile 1820 – Lodi, 5 febbraio 1903) è stato un pioniere americano della metà dell'Ottocento, dapprima fu un cacciatore di pellicce, poi guida di carovane verso l'Ovest, cercatore d'oro, poi agricoltore e infine scrittore.
Ha scritto la propria autobiografia, pubblicata in un primo tempo col titolo Dal Vermont alla California e in un secondo tempo, col titolo Death Valley '49, che racconta la graduale conquista delle province americane all'Ovest e in particolare la corsa all'oro della California nel 1848. Notevole il capitolo 10º che racconta l'avventuroso attraversamento della Valle dei Timbisha, dai coloni chiamata Valle Profonda e da lui nel suo libro definitivamente ribattezzata, Valle della Morte.

## Primi anni
Nel 1829, all'età di nove anni, Manly partì per l'Ohio con la sua famiglia.
In seguito come pioniere andò nel Michigan quando non era ancora uno Stato; poi in Wisconsin e nel Dakota, dove fece il cacciatore di pelli, poi generico cacciatore esperto e conoscitore di indiani, navigando nel Fiume Colorado.

## Corsa all'oro
Nel 1848 a gennaio, fu scoperto l'oro in California e iniziò l'esodo verso la California, chiamata Gold Rush.
Nel 1849, all'età di 29 anni, Manly viaggiò attraverso la Valle della Morte per raggiungere i campi d'oro in California.

## Agricoltore
Nel 1850 a 30 anni Manly ritornò nella Valle di Santa Clara e comprò 101 ettari (250 acri) a Sud di San Jose, pagando 16 dollari all'acro, 4.000 dollari in tutto. Impiantò una fattoria e fece l'agricoltore.
Nel 1862, all'età di 42 anni, Manly sposò Mary Jane Woods di Lodi, California.

## Scrittore
Gli appunti autobiografici scritti da Manly in gioventù andarono perduti in un incendio.
Nel 1886, all'età di 66 anni, Manly pubblicò per la prima volta "Dal Vermont alla California" su una rivista mensile, chiamata La Valle di Santa Clara, un periodico agricolo.
Nella compilazione dei suoi ricordi, Manly si mise in contatto con tutte le persone possibili, poi con l'aiuto di un assistente editoriale che ha redatto la maggior parte dello scritto, il Death Valley '49 fu pubblicato come libro nel 1894, a San Jose da Pacific Tree and Vine Company.

## Ultimi anni
Nel 1903, all'età di 83 anni, William Lewis Manly morì vicino a Lodi, in California.

## L'autobiografiaDeath Valley '49
Il titolo più appropriato dell'autobiografia di Manly era Dal Vermont alla California, della prima edizione. Venne cambiato in La Valle della Morte nel '49 (Death Valley in '49) per motivi pubblicitari nella seconda edizione. In realtà in questo libro della Valle della Morte, si parla soltanto nel capitolo 10º.

Questo libro insieme a tanti altri sullo stesso argomento, sono importanti perché attraverso racconti, aneddoti, ci si fa un'idea precisa della vecchia affascinante epoca del Far West, in particolare in questo libro si parla della corsa dell'oro in California del 1849. Questo libro ha avuto molto successo ed è stato molto citato su altri libri negli anni successivi fino ad oggi, soprattutto perché la brutta avventura successa ai forty-niners nella Valle dei Timbisha, chiamata dai coloni Valle Profonda, le ha fatto cambiare nome proprio in Valle della Morte, anche se poi nella Valle della Morte non è mai morto quasi nessuno, perché salvati proprio dall'azione del Manly insieme al suo compagno John H. Rogers.

## Riconoscimenti
William Lewis Manly ha salvato parecchie famiglie di pionieri riuscendo a condurle fuori dalla Valle della Morte, durante la corsa all'oro in California nel 1849. Perciò sono intitolati a suo nome il Manly Beacon nei pressi di Zabriskie Point, il Manly Peak, situato a Sud fra la Valle del Panamint e la Valle della Morte e il Lago Manly, l'antico lago prosciugatosi nella Valle della Morte.

## Opere
- (EN) William Lewis Manly, Death Valley in '49,Guttemberg, su gutenberg.org.
- (EN) William Lewis Manly, Death Valley in '49,Library of Congress, su memory.loc.gov.